# Nautilocalyx
Genre
Classification phylogénétique
Nautilocalyx est un genre de plantes à fleurs de la famille des Gesneriaceae.

## Synonyme
- Skiophila Hanst.

## Liste d'espèces
- Nautilocalyx biserrulatus
- Nautilocalyx bracteatus
- Nautilocalyx bullatus (Lem.) Sprague
- Nautilocalyx colombianus
- Nautilocalyx dressleri
- Nautilocalyx ecuadoranus Wiehler
- Nautilocalyx forgetii (Sprague) Sprague
- Nautilocalyx glandulifer Wiehler
- Nautilocalyx lucianii
- Nautilocalyx lynchei (Hook. f.) Sprague
- Nautilocalyx melittifolius
- Nautilocalyx pallidus
- Nautilocalyx panamensis
- Nautilocalyx pemphidius
- Nautilocalyx pictus
- Nautilocalyx purpurascens
- Nautilocalyx vinosus Wiehler
- Nautilocalyx whitei